# The Sweet Pretty Things (Are in Bed Now, of Course…)
Albums de The Pretty Things
Philippe DeBarge
(2009) The Final Bow
(2019)
The Sweet Pretty Things (Are in Bed Now, of Course…) est le douzième album studio du groupe de rock britannique The Pretty Things. Il est sorti en 2015 sur le label Repertoire Records (en).
Son titre provient des paroles de la chanson Tombstone Blues de Bob Dylan.

## Fiche technique

### Chansons
| No  | Titre                                       | Auteur                                                    | Durée |
| --- | ------------------------------------------- | --------------------------------------------------------- | ----- |
| 1.  | The Same Sun                                | Dick Taylor, Mark St. John                                | 3:23  |
| 2.  | And I Do                                    | Phil May, George Woosey, Mark St. John                    | 3:32  |
| 3.  | Renaissance Fair (reprise des Byrds)        | David Crosby, Roger McGuinn                               | 1:52  |
| 4.  | You Took Me by Surprise (reprise des Seeds) | Sky Saxon                                                 | 2:40  |
| 5.  | Turn My Head                                | Phil May, Dick Taylor, Wally Waller                       | 3:40  |
| 6.  | Dark Days                                   | Phil May, Frank Holland                                   | 4:39  |
| 7.  | Greenwood Tree                              | Dick Taylor, Frank Holland, George Woosey, Jack Greenwood | 4:16  |
| 8.  | Hell, Here and Now                          | George Woosey                                             | 4:55  |
| 9.  | In the Soukh                                | Dick Taylor                                               | 2:30  |
| 10. | Dirty Song                                  | Phil May, George Woosey                                   | 5:12  |

### Interprètes
- The Pretty Things :
  - Phil May : chant, maracas
  - Dick Taylor : guitare, chant
  - Frank Holland : guitare, mellotron, chant
  - George Woosey : basse, chant, guitare rythmique
  - Jack Greenwood : batterie, percussions, chant

- Musiciens supplémentaires :
  - Nick Brockway : orgue Hammond
  - Mark St. John : percussions, chant

### Équipe de production
- Mark St. John : producteur, ingénieur du son, photographie
- Gwyn Matthias : mastering
- Phil May : dessin de la pochette
- Pete Hayward : conception de la pochette